# Naqada III
La cultura Naqada III, o Nagada III, antes conocida como Semaniense, es una cultura de la Edad de Cobre perteneciente al periodo predinástico de Egipto que sigue a la fase Naqada II y se data entre 3300 y 3050 a. C. Con él acaba la cultura Naqadiana.

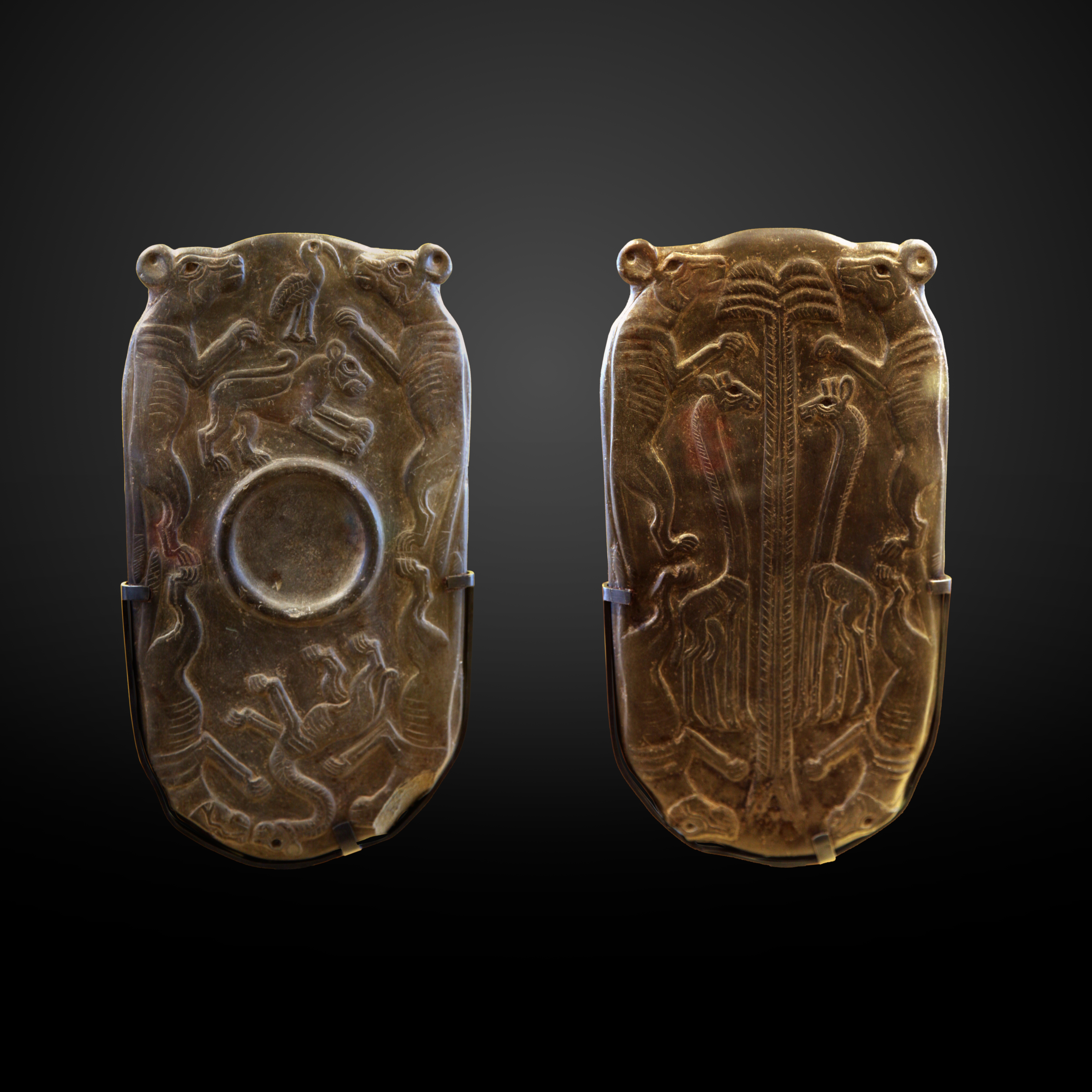
Paleta de los cuatro perros. Museo del Louvre.

La cultura Naqada surgió a principios del cuarto milenio a. C. en el Alto Egipto y se extendió hacia el norte hasta el Bajo Egipto en el transcurso de 1500 años. Se divide en tres periodos, que finalmente desembocan en el Periodo Dinástico Temprano de Egipto.Estas secciones ilustran el constante cambio social y tecnológico hacia una mayor complejidad que finalmente condujo a la fundación del Estado egipcio.  La cultura Naqada suele contraponerse a la coexistente cultura subegipcia, que tradicionalmente se consideraba cultural y tecnológicamente inferior y acabó fusionándose con ella.
Nagada III es la fase final de la cultura Nagada, aproximadamente entre el 3200 a. C. y el 3000 a. C. El período se denomina cada vez más dinastía X, ya que en esta época ya existía una organización estatal similar al Egipto dinástico, pero la egiptología tradicional comienza la historia del estado egipcio con la era de la I dinastía. Nagada III cubre todo Egipto y bastantes elementos muestran el espíritu de innovación:
- primeros recuerdos escritos
- primeras narrativas pictográficas sobre paletas
- primer uso regular de serej
- primeros cementerios reales conocidos
- primeros rastros de riego

El periodo Naqada III se refiere a la cultura arqueológica del periodo protodinástico de la llamada Dinastía 0 y del Dinástico Temprano de la Primera y Segunda dinastías. Para entonces, ya existía un sistema de estado a gran escala y altamente centralizado, que abarcaba grandes partes del Alto y Bajo Egipto, aunque seguían surgiendo conflictos con las élites locales por la restauración de la anterior organización descentralizada o la asunción del poder en el estado central. El primitivo estado egipcio antiguo consolidó su poder internamente y se expandió más hacia el norte, hacia el Levante meridional hasta el río Yarkon. El desarrollo de una ideología real es evidente en la creciente monopolización de ciertos objetos simbólicos por parte de la élite gobernante, como las clavas con cabezas de piedra y las paletas de maquillaje, que anteriormente también se habían utilizado como símbolos comunitarios y para prácticas rituales domésticas. En el entorno de esta élite surgió la Alta Cultura egipcia antigua, mientras que la desigualdad social cada vez mayor se describe como una "evolución de la simplicidad" y un "vaciamiento simbólico" del resto de la población. En la tumba protodinástica U- de Abidos se encuentran por primera vez jeroglíficos.
Los objetos de la cultura Naqada III se encontraron especialmente en las tumbas ricamente decoradas de los alrededores de Abydos, mientras que las tumbas de otras partes de Egipto muestran una clara "simplificación" y disminución de la decoración. En el Bajo Egipto destaca un "centro cúltico-administrativo" en Tell el-Farcha. Numerosos objetos egipcios en la Baja Nubia y el Levante meridional apuntan a una expansión de la cultura Naqada más allá de las fronteras de Egipto; destaca una fortaleza egipcia de adobe excavada en Tell es-Sakan al sur de la actual Gaza. El período Naqada III mostró una homogeneidad cada vez mayor de la cerámica, con la cerámica de tapa negra finalmente desapareciendo y siendo reemplazada por otros estilos de cerámica hecha por especialistas. Los objetos asociados a la ideología real muestran primero criaturas sobrenaturales como leopardos con cuello de serpiente y grifos alados.

## Fases
Se subdivide en cuatro estadios: Naqada IIIa 3300-3250 a. C., Naqada IIIb 3250-3200 a. C., Naqada IIIc 3200-3150 a. C. y Naqada IIId 3150-3050 a. C., estos últimos coetáneos con el periodo protodinástico de Egipto. En este último período comenzó el proceso de formación del estado unificado, puede que ya iniciado en el Naqada II. Los reyes de este período se han agrupado a efectos cronológicos en la denominada dinastía 0. De Nejen la hegemonía pasó a Tinis (Abidos) pero se mantuvieron los estados locales o regionales, posible origen de los futuros 42 nomos (16 nomos del Alto Egipto y 10 del Bajo Egipto son anteriores a la tercera dinastía).

## Características generales
Las características de este período fueron: los primeros jeroglíficos, la invención de la navegación a vela (independiente de la que tuvo lugar en el Golfo Pérsico, 2000 años antes), las primeras narraciones gráficas en paletas, el uso continuado de serejs a modo de sellos distintivos de cada soberano, los primeros auténticos cementerios reales y seguramente las primeras obras de irrigación. Los primeros soberanos poderosos son de esta época. Usan los serejs que identifican al rey y a su territorio. La cultura egipcia se extiende hacia Nubia.

## Hegemonía del Alto Egipto
La hegemonía regional en el Alto Egipto se desplaza de Nejen hacia Tinis (Abidos), con algún otro estado importante como El Kab. En cambio Nubt (Naqada) casi no tiene presencia y las tumbas encontradas en la ciudad son pobres, sea por falta de poder político o económico (los expertos consideran probable que hubiera sido absorbida por Nejen o por Abidos). Otros posibles estados de la época podrían situarse en Tinis y Abadiya (Alto Egipto), Maadi, Buto y Sais (Bajo Egipto), y Qustul en Nubia.
La influencia del Alto Egipto se extiende hacia a Maadi (que desaparecerá avanzado el Naqada III) y hacia Buto, en el Delta. Es durante este período que se fundó, o se hizo mayor Menfis, que se convirtió en capital. Hacia el 3050 a. C. en que podría situarse el reinado de Narmer, el primer faraón que se supone que gobernó sobre el Alto y Bajo Egipto, hasta el final del período, hacia el 3000 a. C. o un poco más tarde, se consolidó la unión de las dos tierras y se inició el llamado Periodo tinita, y la primera dinastía, en el estadio Naqada IIId.

## La unificación

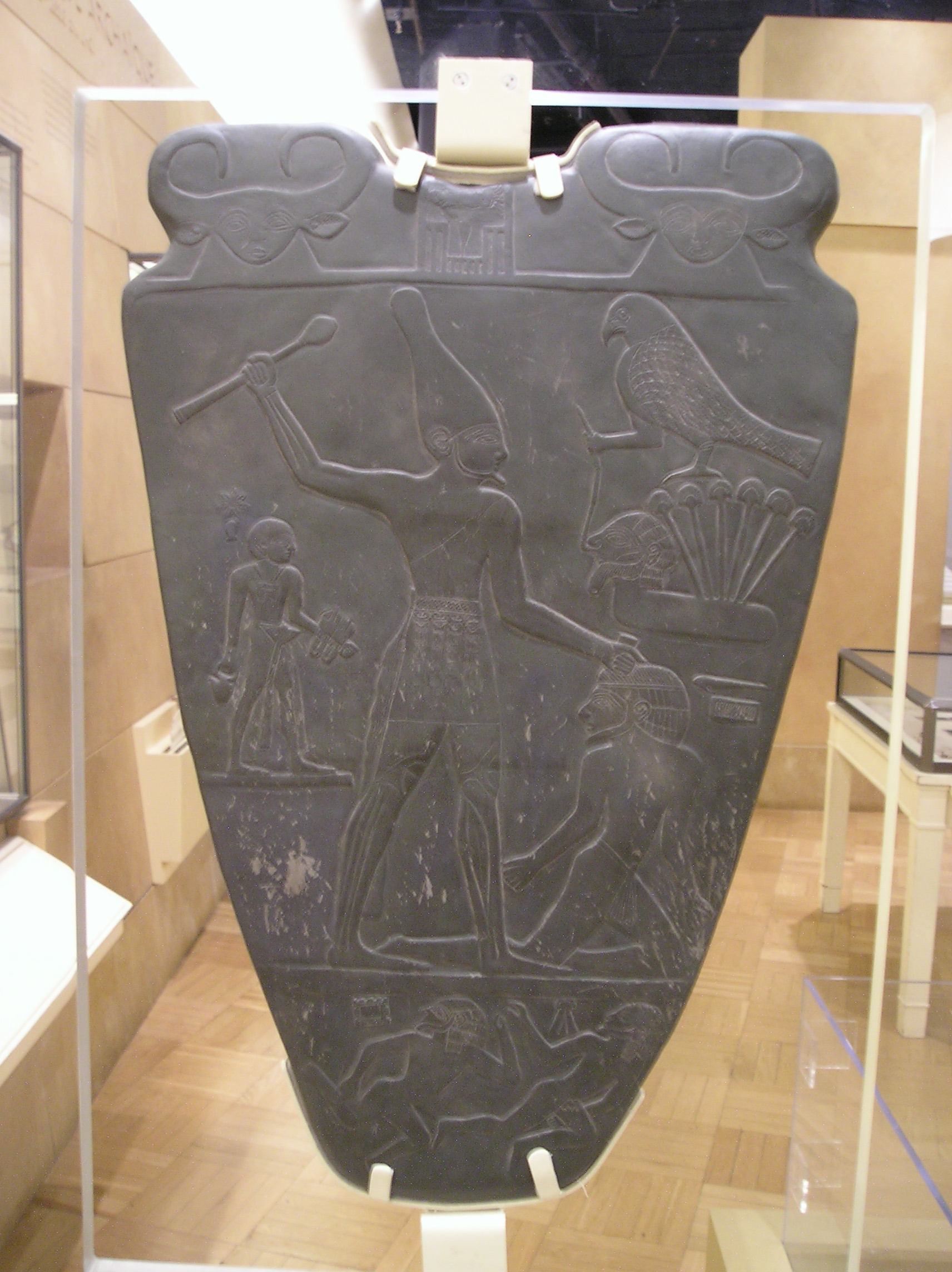
Paleta de Narmer, reproducción del Museo Real de Ontario.

La unificación se hizo, según algunas evidencias como la paleta de Narmer y la Paleta de Tehenu, mediante actividad militar, aunque debía ser ínfima pues no hay evidencias arqueológicas; parecería entonces que los reyes de Abidos sólo recogieron una fruta madura, preparada ya para la unificación que se dio mediante un proceso económico, cultural y social prolongado en el tiempo (seguramente iniciado antes del 3300 a. C.), al que podrían no ser ajenas las alianzas (familiares o no) y la falta de poder y liderazgo de muchos pequeños estados frente a la fuerza política, económica y militar de un poder territorialmente extenso, numéricamente fuerte, socialmente cohesionado, culturalmente dominante y económicamente rico. Las resistencias podrían haber surgido en lugares puntuales o de pueblos culturalmente diferentes como el libio. Desde el establecimiento de Menfis como capital, fue el centro administrativo del estado.

## Actividad comercial

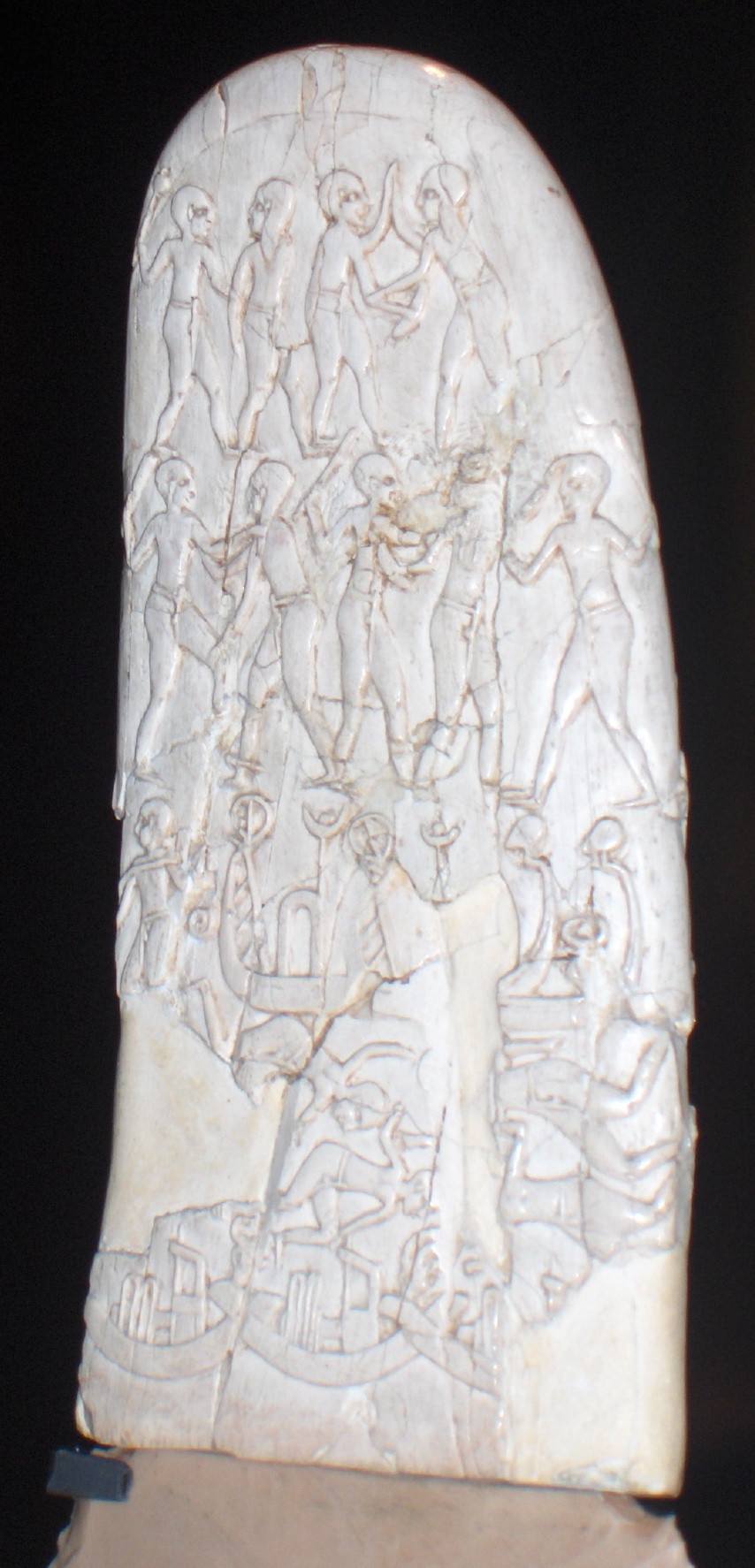
Mango de cuchillo decorado. Naqada III. Museo del Louvre.

La desaparición de Maadi, que fue despoblada, piensan los expertos que tendría causas económicas más que políticas: la capital se desplazó un poco al sur, hacia Menfis y el centro del comercio, con Canaán, se desplazó a otro sitio (el motivo podría ser la unificación y la nueva administración, que se debía establecer más cercana a Palestina y allí donde los intereses de los nuevos soberanos eran mejor satisfechos) y los ricos y comerciantes se resituaron llevando la ciudad a la decadencia y finalmente al abandono. En todo el Naqada III se aprecia un constante incremento del comercio y la presencia egipcia en Canaán, con una posible sede administrativa en Tell es-Sakan o en Besor. El comercio se expande hacia el sur, a Nubia, y hacia al nordeste, a Canaán y Mesopotamia, con productos como cobre, madera, obsidiana, plata, lapislázuli y otros.

## Actividad cultural
En los aspectos culturales, la cerámica decorada disminuye pero aparecen otras manifestaciones artísticas. Los jeroglíficos que ya habían aparecido en Naqada II en forma de signos, evolucionan durante el período. La influencia mesopotámica no está establecida.

## Religión
Los dioses más importantes de la época fueron Horus (dios celeste y sanador, considerado iniciador de la civilización egipcia), Seth (deidad brutal, señor del mal y las tinieblas), Nejbet (diosa protectora, en los nacimientos y en las guerras), Min (dios lunar, de la fertilidad y la vegetación), Hathor (divinidad cósmica, diosa del amor, de la alegría) y Bat (diosa celeste, asociada a la fertilidad).

## Relaciones políticas
El origen de los gobernantes de la Dinastía 0, cómo llegaron al poder y cómo se unió todo el bajo Nilo a la vuelta de las dinastías 0-I (la I. Es cierto que la cultura Maadi dejó de existir en torno a los subperíodos Nagada IIc-d, siendo reemplazadas todas las culturas localizadas del Bajo Egipto por la Nagada III alrededor del 3200 a. C.. Al final del período, entre Nagada III y la Dinastía I, la periódica desaparición y posterior repoblación de asentamientos en el norte de Egipto puede haber sido el resultado de las luchas que acompañaron a la unificación. Los gobernantes de la Dinastía 0 muestran muchos de los motivos familiares de Nubia, por lo que es posible que fueran de origen nubio o que conquistaran Nubia.
Los grafiti hallados en las canteras de Vadi l-Hammat, en el desierto al este de Tebas y los dibujos en las paredes rocosas de Gebel Sheikh Suleiman ya describen las batallas del primitivo reino del Alto Egipto. Esto se anticipó a las inscripciones nubias y palestinas de Jezer. El Estado ya era militarmente poderoso en esta época, y trataba de consolidar su influencia en todas las franjas posibles.

## Enterramientos
El cementerio real siguió en Abidos hoy conocido como Umm el-Kaab. Aquí, durante Nagada II, había un gran cementerio público, y al final del período, la U-j, cuyo propietario fue nombrado rey Escorpión debido a las numerosas representaciones de escorpiones (aunque a menudo se hace referencia a él como Uj por la pronunciación inglesa de U-j). Varios reyes que se puede demostrar que gobernaron realmente fueron enterrados en las inmediaciones de la tumba marcada como U-j. Les siguen sucesivamente los reyes de la I Dinastía, cuyas tumbas muestran un desarrollo ininterrumpido. El cementerio de Nagada está completamente empobrecido. El cementerio de Nehen también ha sido abandonado en su mayor parte, pero un poco más adelante, a dos kilómetros y medio de Nehen, se han descubierto grandes tumbas pertenecientes a Nagada III. Son considerablemente más pequeñas en superficie que las tumbas del cementerio de Abudos, pero más grandes que las de los plebeyos. Por lo tanto, podrían ser las tumbas de la élite gobernante local.
El cementerio de los altos funcionarios se estableció en Saqqara. El cementerio secundario debió ser Helwan. Tarjan debió ser un cementerio de dignatarios de segundo nivel. Dentro de los cementerios se incrementa el número de tumbas de personajes importantes y se establecen algunas sólo para la clase dirigente, entre ellos el cementerio real de Abidos con tumbas mucho más ricas y arquitectónicamente más complejas; esto pone en evidencia una diferenciación social muy notable.
La colocación de las tumbas de los gobernantes protodinásticos, con su perímetro separado del resto del círculo funerario, ilustra la característica de los cementerios de Nagada III, diferenciados por estatus social y de riqueza. No hay indicios de ello en los cementerios del Bajo Egipto del mismo periodo. En el ajuar funerario hay verdaderos símbolos de estatus.